# باربرا إم. وايت
باربرا إم. وايت (بالإنجليزية: Barbara M. White)‏ هي أكاديمية أمريكية، ولدت في 23 يوليو 1920، وتوفيت في 30 ديسمبر 1984.